# Fesă

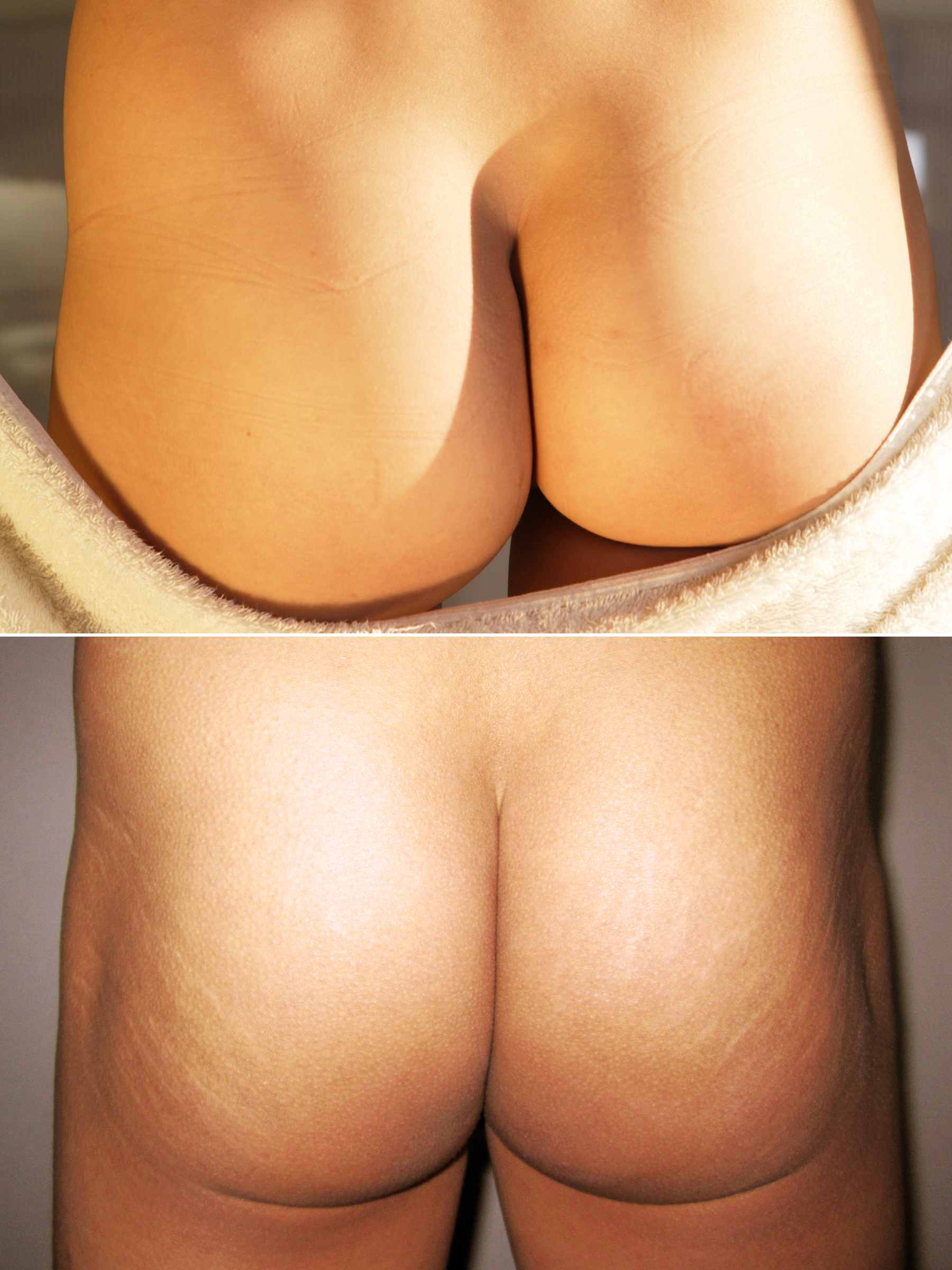
Fesele unei femei (sus) şi ale unui bărbat (jos)

Fesele (existând și denumirile comune de bucă sau fund) sunt cele două părți posterioare rotunjite din regiunea pelvisului, la oameni și unele primate. Mușchii feselor sunt numiți fesieri. 